# Juan Francisco Guevara
Juan Francisco ("Juanfran") Guevara Silvente (La Campana, Lorca,  Murcia, España, 19 de agosto de 1995) es un expiloto de motociclismo español que participaba en la categoría de Moto3 con el RBA BOE Racing Team.

## Retirada
El 27 de diciembre de 2017, el joven piloto del mundial emitía un comunicado en el que anunciaba su decisión irrevocable de retirarse del mundo del motociclismo. Sus palabras eran las siguientes:
"Ha sido una decisión muy dura, y meditada, que he tomado con ayuda, en primer lugar, de mi familia, de toda la directiva del Club de Fans y de los principales patrocinadores que me han apoyado a lo largo de todos estos años. Mi pasión por el mundo del motociclismo no ha cambiado en absoluto, pero diferentes motivos económicos, y principalmente personales, han dado pie a tomar esta decisión irrevocable.
He decidido enfocar mi carrera al mundo empresarial, estudios que he estado compaginando todos estos años mientras competía en el mundial de Motociclismo. Ha llegado un punto en el que creo que de esta forma voy a poder crecer más como persona y dedicar, además, más tiempo a diferentes proyectos que llevo desarrollando durante los últimos años y que hasta ahora no he podido defender como se merecen.
Todo el que esté o haya estado en este mundo, conoce todo lo que hay que sacrificar para poder dar el 100% en los circuitos. Quiero dedicar más tiempo a mi familia y volver a recuperar, en cierta forma, amigos y personas que he descuidado.
Quiero agradecer al equipo RBA-BOÉ Racing Team su comprensión y desearle mucha suerte en sus próximas temporadas en el mundial de Motociclismo. Gracias por el apoyo y por confiar en mi durante estos años.
También dar las gracias a TeaMMurcia por estar a mi lado desde el primer momento y velar por mi management desde los inicios hasta hoy. Gracias a todos los patrocinadores que han apostado por mí desde que comencé mi carrera como piloto en el campeonato regional de la Región de Murcia, acumulando más de 40 podios en campeonatos nacionales, logrando el subcampeonato de Europa y llevando mi nombre por los diferentes continentes a través del mundial de motociclismo, llegando a cumplir un sueño como es el de subir a un podio de MotoGP.
Por último, y para mí lo más importante, sois todos aquellos aficionados que habéis lucido el 58 por todos los circuitos en símbolo de apoyo. El Club de Fan será parte de mí durante toda mi vida. Vosotros habéis sido el motivo por el que más vueltas le he dado a este asunto. Nunca habrá suficientes palabras para agradeceros todo.
Cierro una etapa de mi vida de la que me llevo multitud de momentos, y sobre todo, gente maravillosa a la que nunca olvidaré. A todos vosotros, a mis padres y a Miguel, GRACIAS."

## Resultados en el Campeonato del Mundo
Sistema de puntuación de 1993 hasta 2022:
| Posición | 1.º | 2.º | 3.º | 4.º | 5.º | 6.º | 7.º | 8.º | 9.º | 10.º | 11.º | 12.º | 13.º | 14.º | 15.º |
| Puntos   | 25  | 20  | 16  | 13  | 11  | 10  | 9   | 8   | 7   | 6    | 5    | 4    | 3    | 2    | 1    |

### Por temporada
| Temp. | Cat.   | Moto      | Equipo                     | Carreras | Victorias | Podios | Poles | V.Ráp. | Pts. | Pos. |
| ----- | ------ | --------- | -------------------------- | -------- | --------- | ------ | ----- | ------ | ---- | ---- |
| 2011  | 125 cc | Aprilia   | Team Murcia Pramac         | 0        | 0         | 0      | 0     | 0      | 0    | NC   |
| 2012  | Moto3  | FTR Honda | Wild Wolf BST              | 2        | 0         | 0      | 0     | 0      | 4    | 32.º |
| 2013  | Moto3  | TSR Honda | CIP Moto3                  | 17       | 0         | 0      | 0     | 0      | 0    | NC   |
| 2014  | Moto3  | Kalex KTM | Mapfre Aspar Team Moto3    | 18       | 0         | 0      | 0     | 1      | 46   | 17.º |
| 2015  | Moto3  | Mahindra  | MAPFRE Team MAHINDRA Moto3 | 17       | 0         | 0      | 0     | 0      | 15   | 24.º |
| 2016  | Moto3  | KTM       | RBA Racing Team            | 18       | 0         | 0      | 0     | 2      | 50   | 21.º |
| 2017  | Moto3  | KTM       | RBA BOE Racing Team        | 18       | 0         | 1      | 0     | 0      | 88   | 11.º |
| Total |        |           |                            | 90       | 0         | 1      | 0     | 3      | 203  |      |

### Carreras por año
(Carreras en negrita indica pole position, carreras en cursiva indica vuelta rápida)
| Año  | Cat.  | Moto      | 1       | 2       | 3       | 4      | 5       | 6       | 7       | 8       | 9       | 10      | 11      | 12      | 13      | 14      | 15      | 16      | 17      | 18      | Pos. | Pts. |
| ---- | ----- | --------- | ------- | ------- | ------- | ------ | ------- | ------- | ------- | ------- | ------- | ------- | ------- | ------- | ------- | ------- | ------- | ------- | ------- | ------- | ---- | ---- |
| 2011 | 125cc | Aprilia   | QAT     | SPA     | POR     | FRA    | CAT     | GBR     | NED     | ITA     | GER     | CZE     | IND     | RSM     | ARA     | JPN     | AUS     | MAL     | VAL DNS |         | NC   | 0    |
| 2012 | Moto3 | FTR-Honda | QAT     | SPA     | POR     | FRA    | CAT     | GBR     | NED     | GER     | ITA     | IND     | CZE     | RSM     | ARA 24  | JPN     | MAL     | AUS     | VAL 12  |         | 32.º | 4    |
| 2013 | Moto3 | TSR Honda | QAT 21  | AME 16  | SPA Ret | FRA 22 | ITA Ret | CAT 20  | NED Ret | GER 25  | IND Ret | CZE Ret | GBR Ret | RSM 27  | ARA 28  | MAL 21  | AUS 27  | JPN 22  | VAL 23  |         | NC   | 0    |
| 2014 | Moto3 | Kalex KTM | QAT Ret | AME 11  | ARG 12  | SPA 16 | FRA Ret | ITA 8   | CAT 28  | NED Ret | GER 10  | IND 8   | CZE 16  | GBR 14  | RSM 9   | ARA Ret | JPN Ret | AUS 25  | MAL 11  | VAL 15  | 17.º | 46   |
| 2015 | Moto3 | Mahindra  | QAT 18  | AME Ret | ARG Ret | SPA 20 | FRA 12  | ITA Ret | CAT 26  | NED Ret | GER DNS | IND 18  | CZE 14  | GBR 7   | RSM Ret | ARA 21  | JPN 21  | AUS Ret | MAL 20  | VAL Ret | 24.º | 15   |
| 2016 | Moto3 | KTM       | QAT 25  | ARG 12  | AME 12  | SPA 12 | FRA 13  | ITA 9   | CAT 13  | NED Ret | GER Ret | AUT 12  | CZE 23  | GBR 16  | RSM 12  | ARA 9   | JPN 25  | AUS Ret | MAL Ret | VAL 6   | 21.º | 50   |
| 2017 | Moto3 | KTM       | QAT Ret | ARG 9   | AME 6   | SPA 10 | FRA 5   | ITA 3   | CAT 17  | NED 12  | GER 12  | CZE 5   | AUT 14  | GBR Ret | RSM Ret | ARA 12  | JPN Ret | AUS 23  | MAL 13  | VAL 6   | 11.º | 88   |